# Iwan Matwejewitsch Winogradow

Grabbüste Winogradows auf dem Nowodewitschi-Friedhof

Iwan Matwejewitsch Winogradow (russisch Иван Матвеевич Виноградов; * 2. Septemberjul. / 14. September 1891greg. in Miloljub, im Ujesd Welikije Luki, Gouvernement Pskow; † 20. März 1983 in Moskau) war ein sowjetischer Mathematiker, der als einer der Mitbegründer der modernen analytischen Zahlentheorie gilt.

## Leben und Werk
Winogradow war der Sohn eines Popen. Er wuchs in Welikije Luki auf und studierte ab 1910 an der Universität Sankt Petersburg unter anderem bei Andrei Markov und James Victor Uspensky. 1915 machte er seinen Abschluss. Seine Arbeiten über die Verteilung quadratischer Reste verschafften ihm ein Stipendium, um zu promovieren. 1918 war er Dozent an der neu gegründeten Universität Perm, wo er 1919 Professor wurde. 1920 wurde er Professor am Polytechnischen Institut in Sankt Petersburg und gleichzeitig Dozent an der Universität. 1925 wurde er dort Professor und Leiter der Abteilung für Wahrscheinlichkeitstheorie und Zahlentheorie. Im Jahre 1934 wurde er dann der Leiter des neu gegründeten Steklow-Instituts für Mathematik in Leningrad, an dessen Gründung er maßgeblich beteiligt war. Nach der Übersiedlung des Instituts nach Moskau wurde es zwischenzeitlich von Sergei Lwowitsch Sobolew geleitet, aber ab 1947 übernahm Winogradow wieder die Leitung, die er bis zu seinem Tod innehatte.
Winogradow entwickelte eine Methode zur Auswertung trigonometrischer Summen der Form
{\displaystyle f(\alpha ,N)=\sum _{p\leq N}\exp {(2\pi i\alpha p)}},
wobei sich die Summe über alle Primzahlen {\displaystyle p} unterhalb einer Schranke {\displaystyle N} erstreckt und {\displaystyle \alpha } eine reelle Zahl ist. Solche Summen untersuchte zuerst Hermann Weyl 1916 in der analytischen Zahlentheorie, und sie wurden von Godfrey Harold Hardy und John Edensor Littlewood zu einem mächtigen Werkzeug der Zahlentheorie ausgebaut (Circle Method, Kreismethode). 1937 erregte Winogradow Aufsehen, als er mit seinen Methoden beweisen konnte, dass fast alle (genauer alle genügend großen) ungeraden Zahlen Summe von drei Primzahlen sind (Satz von Winogradow) und damit einen wichtigen Fortschritt in der (schwachen oder ternären) goldbachschen Vermutung machen konnte. Winogradow wandte seine Methode auch noch auf weitere Probleme der additiven Zahlentheorie an wie zum Beispiel das waringsche Problem.
Winogradow spielte eine unrühmliche Rolle bei der Umsetzung antisemitischer Aktivitäten im sowjetischen Wissenschaftsbetrieb (wichtig war dabei auch Lew Pontrjagin) und betrieb die Freisetzung von jüdischen Mitarbeitern am Steklow-Institut in Leningrad fast als persönlichen Kreuzzug.
Winogradow erhielt Stalinpreis (1941), Leninpreis (1972) und Staatspreis der UdSSR (1983). Er war zweimal Held der Sowjetunion (1945, 1971) und erhielt die Lomonossow-Goldmedaille (1970). 1939 wurde er Ehrenmitglied der London Mathematical Society. 1942 wurde er Mitglied der Royal Society und der American Philosophical Society. 1962 wurde er zum Mitglied der Leopoldina gewählt. Seit 1946 war er korrespondierendes Mitglied der Académie des sciences.
1966 hielt er (mit A. G. Postnikov) einen Plenarvortrag auf dem Internationalen Mathematikerkongress in Moskau (Jüngste Entwicklungen in der analytischen Zahlentheorie).
Er sollte nicht mit dem Zahlentheoretiker Askold Iwanowitsch Winogradow verwechselt werden (aus dem Satz von Bombieri und Winogradow).

## Werke
- Elemente der Zahlentheorie (= Hochschulbücher für Mathematik. Band 22). Deutscher Verlag der Wissenschaften, Berlin 1955.
- (Hrsg.): Matematicheskaya entsiklopediya. Moskau 1977 (ins Englische übersetzt und erweitert als Encyclopaedia of Mathematics).
- Selected Works. Berlin, New York, Springer-Verlag, 1985, ISBN 0-387-12788-7.
- Method of Trigonometrical Sums in the Theory of Numbers. Dover Publications, Mineola, NY 2004, ISBN 0-486-43878-3.

## Verweise
1. ↑  Winogradow, Doklady Akad. Nauk SSR, Band 15, 1937, S. 291–294.
2. ↑  1923 bewiesen Hardy und Littlewood mit ihrer Kreismethode diese Aussage unter Voraussetzung der verallgemeinerten Riemannschen Vermutung. Winogradow bewies dies ohne Voraussetzung mit der Kreismethode und seiner Methode der Abschätzung trigonometrischer Summen.
3. ↑  Masha Gessen, Perfect Rigor, Houghton Mifflin Harcourt, 2009, S. 103.
4. ↑  Biografie von Winogradow auf der Seite der Russischen Akademie der Wissenschaften. Abgerufen am 2. Juni 2020.
5. ↑  Honorary Members. (PDF) London Mathematical Society, abgerufen am 16. Mai 2021.
6. ↑  Member History: Ivan M. Vinogradov. American Philosophical Society, abgerufen am 14. November 2018.
7. ↑  Mitgliedseintrag von Ivan M. Vinogradov bei der Deutschen Akademie der Naturforscher Leopoldina, abgerufen am 12. Juni 2016.
8. ↑  Verzeichnis der ehemaligen Mitglieder seit 1666: Buchstabe V. Académie des sciences, abgerufen am 12. März 2020 (französisch).

| Personendaten    | Personendaten                                                                                          |
| ---------------- | --- |
| NAME             | Winogradow, Iwan Matwejewitsch                                                                         |
| ALTERNATIVNAMEN  | Виноградов, Иван Матвеевич (russisch)                                                                  |
| KURZBESCHREIBUNG | sowjetischer Mathematiker, der als einer der Mitbegründer der modernen analytischen Zahlentheorie gilt |
| GEBURTSDATUM     | 14. September 1891                                                                                     |
| GEBURTSORT       | Miloljub, Ujesd Welikije Luki, Gouvernement Pskow                                                      |
| STERBEDATUM      | 20. März 1983                                                                                          |
| STERBEORT        | Moskau                                                                                                 |